# Baix Llobregat
Baix Llobregat er et comarca i provinsen Barcelona i Catalonien, hvis hovedstad er Sant Feliu de Llobregat.
Den grænser i nord til Vallès Occidental, i øst til Barcelonès, i syd til Middelhavet, og i vest til Garraf og Alt Penedès.
Baix Llobregat har et areal på 486 km2
og et befolkningstal på 850.605 (2024) indbyggere.

## Kommuner
Baix Llobregat er delt ind i følgende 30 kommuner (municipis):
- Abrera
- Begues
- Castelldefels
- Castellví de Rosanes
- Cervelló
- Collbató
- Corbera de Llobregat
- Cornellà de Llobregat
- Esparreguera
- Esplugues de Llobregat
- Gavà
- Martorell
- Molins de Rei
- Olesa de Montserrat
- Pallejà
- La Palma de Cervelló
- El Papiol
- El Prat de Llobregat
- Sant Andreu de la Barca
- Sant Boi de Llobregat
- Sant Climent de Llobregat
- Sant Esteve Sesrovires
- Sant Feliu de Llobregat
- Sant Joan Despí
- Sant Just Desvern
- Sant Vicenç dels Horts
- Santa Coloma de Cervelló
- Torrelles de Llobregat
- Vallirana
- Viladecans